# Goteo
Goteo és una fundació i una plataforma de micromecenatge, per a iniciatives amb un elevat impacte comunitari, especialitzada en el finançament de projectes socials, culturals, tecnològics i educatius, més concretament, projectes que aposten pel procomú, el codi obert o el coneixement lliure, posant l'accent en la missió pública i afavorint la cultura lliure i el desenvolupament social.
La missió de Goteo es materialitza en un lloc web on, qualsevol persona, col·lectiu, organització o empresa que busqui finançament, pot crear una pàgina i explicar el seu projecte, detallar els costos econòmics i humans necessaris per dur-lo a terme i, finalment, animar a possibles mecenes a fer donacions via transferència electrònica. Un dels aspectes que diferencia Goteo d'altres plataformes de micromecenatge és que Goteo permet tant la donació com la recompensa i es poden fer aportacions bé sense contraprestació o bé acceptant alguna de les recompenses que ofereixen les persones impulsores dels projectes. Entre els objectius de Goteo també s'hi troba el d'impulsar la participació política a través de plataformes digitals. Així, es va crear el concepte crowdvocacy, segons el qual les iniciatives populars són un mitjà amb el qual la ciutadania pot influir i definir prioritats o necessitats en l'agenda política.
Goteo és la primera plataforma de micromecenatge, a nivell mundial, totalment desenvolupada en codi lliure que ofereix a més dades obertes i accessibles, de manera que qualsevol persona o grup interessat pot descarregar el programari i crear la seva pròpia plataforma de micromecenatge cívic. Aquesta decisió es va prendre partint de la idea que l'estructura de qualsevol organització que vulgui estar compromesa socialment, ha de ser oberta i transparent. Gràcies a la seva filosofia de codi obert i llicències lliures Goteo compta amb rèpliques i aliances en diversos països. Així, per exemple, el seu codi font es va desplegar al Japó, rebatejat com la plataforma Local Good Yokohama, amb el suport de l'Ajuntament de Yokohama i l'empresa Accenture Limited.
El 2009, la plataforma va arrencar com un col·lectiu, per iniciativa de Platoniq, una organització internacional de productors culturals i desenvolupadors de programari, pionera en la producció i distribució de la cultura copyleft. El novembre de 2011, va començar a funcionar, ja amb el nom de Goteo, en forma de xarxa social de micromecenatge i col·laboració distribuïda. Els seus fundadors varen ser Olivier Schulbaum, Enric Senabre i Susana Noguero. El mateix 2011, Goteo es va convertir en la Fundació Goteo. El 2019, Goteo comptava amb una comunitat de comunitats de més de 170.000 usuaris, superava els 1.400 projectes —amb una taxa d'èxit del 78,5%— i havia recaptat més de nou milions, impulsant únicament iniciatives amb compromís social.
La seva projecció va més enllà del micromecenatge a l'ésser la primera plataforma a nivell nacional de matchfunding. Aquesta expressió es refereix a la situació en què un projecte rep el suport de la ciutadania i alhora d'una institució. Així, el matchfunding permet a les institucions, públiques o privades, donar suport i impulsar projectes socials multiplicant l'import de les aportacions que, aquests, reben de la ciutadania. El 2018, una primera campanya de matchfunding, impulsada per l'Ajuntament de Barcelona va recaptar 231.336 euros destinats a projectes innovadors i socials, que es van lliurar a 22 iniciatives, finançades mitjançant aquesta convocatòria, i impulsades a través de Barcelona Activa i la plataforma Goteo. Els projectes finançats tractaven sobre matèries ben diverses, com ara, consum agroecològic, feminisme, sobirania tecnològica, habitatge cooperatiu, inserció sociolaboral, producció documental o economia col·laborativa. A Saragossa, el 2018, mitjançant la plataforma de la Fundació Goteo, es va posar en marxa Naturalitzando escuelas, una altra iniciativa similar recolzada per l'Ajuntament de Saragossa i Ibercaja Obra Social, un projecte dirigit a estudiar la qualitat de l'aire que respiren els infants a les aules.